# Distretto di Songbei
Il distretto di Songbei (松北区S, Sōngběi QūP) è un distretto della Cina, situato nella provincia di Heilongjiang e amministrato dalla prefettura di Harbin.